# Lista țărilor producătoare de cuișoare
Lista țărilor producătoare de cuișoare clasifică țările lumii în funcție de producția de cuișoare (în mii de tone), de productivitate (în kg/ha) și de suprafața cultivată cu Syzygium aromaticum (în mii de hectare) în anul 2023 și oferă date comparative pentru perioada 2013-2023. Datele provin din baza de date FAOSTAT a Organizației pentru Alimentație și Agricultură a Națiunilor Unite (Food and Agriculture Organization of the United Nations - FAO). 
Producția anuală de cuișoare la nivel global în anul 2022 a fost de 186.611,44 tone, cu 0,95% mai mult decât în anul 2021, când s-a înregistrat o cantitate totală de 184.859,81 tone. Indonezia a fost de departe cel mai mare producător la nivel mondial, producția sa reprezentând aproape trei sferturi (73,48%) din totalul producției globale. 
În 2023, producția globală a fost de 185.691,15 tone, cu 0,49% mai puțin decât în anul precedent. Cel mai mare producător la nivel mondial a fost Indonezia, producția sa reprezentând 72,8% din totalul producției globale.
Suprafața ocupată la nivel global de plantațiile de Syzygium aromaticum în anul 2022 a fost de 699.651 hectare, cu 0,43% mai puțin decât în anul 2021, când suprafața cultivată totală a fost de 702.694 hectare. Indonezia a fost de departe lider mondial, suprafața sa cultivată, de 574.539 hectare, reprezentând peste trei sferturi (82,12%) din totalul la nivel global.
În 2023, suprafața ocupată la nivel global a fost de 700.391 hectare, cu 0,11% mai mult decât în anul precedent. Cea mai mare suprafață recoltată la nivel mondial a fost cea cultivată în Indonezia, reprezentând 81,78% din totalul global.

## Lista țărilor în funcție de producția de cuișoare
| Țară       | Producție anuală (mii de tone) | Producție anuală (mii de tone) | Producție anuală (mii de tone) | Producție anuală (mii de tone) | Producție anuală (mii de tone) | Producție anuală (mii de tone) | Producție anuală (mii de tone) | Producție anuală (mii de tone) | Producție anuală (mii de tone) | Producție anuală (mii de tone) | Producție anuală (mii de tone) | Medie 2014-2023 | Creștere 2014-2023 |
| Țară       | 2023                           | 2022                           | 2021                           | 2020                           | 2019                           | 2018                           | 2017                           | 2016                           | 2015                           | 2014                           | 2013                           | Medie 2014-2023 | Creștere 2014-2023 |
|            |                                |                                |                                |                                |                                |                                |                                |                                |                                |                                |                                |                 |                    |
| ---------- | ------------------------------ | ------------------------------ | ------------------------------ | ------------------------------ | ------------------------------ | ------------------------------ | ------------------------------ | ------------------------------ | ------------------------------ | ------------------------------ | ------------------------------ | --------------- | ------------------ |
| GLOBAL     | 185,69                         | 186,61                         | 184,86                         | 195,69                         | 187,44                         | 179,97                         | 163,93                         | 189,59                         | 184,25                         | 165,62                         | 145,50                         | 175,65          | ▲ 12,12%           |
| Indonezia  | 135,18                         | 137,12                         | 135,75                         | 145,98                         | 140,80                         | 131,01                         | 113,18                         | 139,61                         | 139,64                         | 122,20                         | 109,60                         | 128,69          | ▲ 10,62%           |
| Madagascar | 24,68                          | 24,12                          | 24,04                          | 23,93                          | 23,12                          | 23,63                          | 24,87                          | 23,25                          | 21,86                          | 20,70                          | 17,28                          | 22,69           | ▲ 19,25%           |
| Tanzania   | 8,58                           | 8,56                           | 8,58                           | 8,60                           | 8,50                           | 8,64                           | 8,66                           | 8,21                           | 9,04                           | 8,73                           | 6,85                           | 8,66            | ▼ −1,75%           |
| Comoros    | 7,66                           | 7,39                           | 7,07                           | 6,80                           | 6,94                           | 7,50                           | 6,30                           | 6,70                           | 3,90                           | 4,90                           | 4,60                           | 6,28            | ▲ 56,38%           |
| Sri Lanka  | 5,90                           | 5,72                           | 5,71                           | 6,71                           | 4,38                           | 5,51                           | 7,29                           | 8,30                           | 6,00                           | 5,59                           | 3,92                           | 5,75            | ▲ 5,45%            |
| Kenya      | 2,10                           | 2,11                           | 2,13                           | 2,07                           | 2,12                           | 2,08                           | 2,02                           | 1,99                           | 2,20                           | 1,97                           | 1,80                           | 2,04            | ▲ 6,64%            |
| China      | 1,32                           | 1,32                           | 1,32                           | 1,33                           | 1,31                           | 1,32                           | 1,35                           | 1,27                           | 1,34                           | 1,26                           | 1,20                           | 1,29            | ▲ 4,64%            |
| Malaysia   | 0,22                           | 0,22                           | 0,22                           | 0,22                           | 0,23                           | 0,23                           | 0,23                           | 0,23                           | 0,22                           | 0,22                           | 0,22                           | 0,22            | ▲ 0,46%            |
| Grenada    | 0,04                           | 0,04                           | 0,04                           | 0,04                           | 0,04                           | 0,04                           | 0,04                           | 0,04                           | 0,04                           | 0,04                           | 0,04                           | 0,04            | ▲ 15,07%           |
| Mexic      | N/A                            | N/A                            | N/A                            | N/A                            | N/A                            | N/A                            | N/A                            | N/A                            | N/A                            | N/A                            | N/A                            |                 |                    |
| Maroc      | N/A                            | N/A                            | N/A                            | N/A                            | N/A                            | N/A                            | N/A                            | N/A                            | N/A                            | N/A                            | N/A                            |                 |                    |
| Seychelles | N/A                            | N/A                            | N/A                            | N/A                            | N/A                            | N/A                            | N/A                            | N/A                            | N/A                            | N/A                            | N/A                            |                 |                    |
| Togo       | N/A                            | N/A                            | N/A                            | N/A                            | N/A                            | N/A                            | N/A                            | N/A                            | N/A                            | N/A                            | N/A                            |                 |                    |

## Lista țărilor producătoare de cuișoare în funcție de productivitate
| Țară       | Productivitate (t/ha) | Productivitate (t/ha) | Productivitate (t/ha) | Productivitate (t/ha) | Productivitate (t/ha) | Productivitate (t/ha) | Productivitate (t/ha) | Productivitate (t/ha) | Productivitate (t/ha) | Productivitate (t/ha) | Productivitate (t/ha) | Medie 2014-2023 | Creștere 2014-2023 |
| Țară       | 2023                  | 2022                  | 2021                  | 2020                  | 2019                  | 2018                  | 2017                  | 2016                  | 2015                  | 2014                  | 2013                  | Medie 2014-2023 | Creștere 2014-2023 |
|            |                       |                       |                       |                       |                       |                       |                       |                       |                       |                       |                       |                 |                    |
| ---------- | --------------------- | --------------------- | --------------------- | --------------------- | --------------------- | --------------------- | --------------------- | --------------------- | --------------------- | --------------------- | --------------------- | --------------- | ------------------ |
| China      | 1,24                  | 1,23                  | 1,24                  | 1,24                  | 1,21                  | 1,25                  | 1,26                  | 1,23                  | 1,26                  | 1,23                  | 1,20                  | 1,23            | ▲ 0,74%            |
| Tanzania   | 1,21                  | 1,20                  | 1,20                  | 1,22                  | 1,19                  | 1,18                  | 1,19                  | 1,17                  | 1,20                  | 1,17                  | 1,14                  | 1,19            | ▲ 3,56%            |
| Sri Lanka  | 0,98                  | 0,95                  | 0,93                  | 1,15                  | 0,74                  | 0,87                  | 1,02                  | 1,21                  | 0,93                  | 0,77                  | 0,53                  | 0,87            | ▲ 28,47%           |
| Kenya      | 0,96                  | 0,96                  | 0,97                  | 0,95                  | 0,94                  | 0,93                  | 0,93                  | 0,95                  | 1,01                  | 0,93                  | 0,90                  | 0,95            | ▲ 2,88%            |
| Grenada    | 0,38                  | 0,38                  | 0,37                  | 0,38                  | 0,37                  | 0,37                  | 0,37                  | 0,36                  | 0,35                  | 0,36                  | 0,35                  | 0,37            | ▲ 4,22%            |
| Madagascar | 0,33                  | 0,33                  | 0,33                  | 0,32                  | 0,32                  | 0,32                  | 0,31                  | 0,31                  | 0,31                  | 0,30                  | 0,30                  | 0,32            | ▲ 10,84%           |
| GLOBAL     | 0,27                  | 0,27                  | 0,26                  | 0,28                  | 0,27                  | 0,26                  | 0,24                  | 0,28                  | 0,29                  | 0,27                  | 0,24                  | 0,27            | ▼ −1,63%           |
| Indonezia  | 0,24                  | 0,24                  | 0,23                  | 0,25                  | 0,25                  | 0,23                  | 0,20                  | 0,26                  | 0,26                  | 0,24                  | 0,22                  | 0,24            | ▼ −2,36%           |
| Malaysia   | 0,22                  | 0,22                  | 0,23                  | 0,23                  | 0,22                  | 0,23                  | 0,23                  | 0,23                  | 0,23                  | 0,23                  | 0,23                  | 0,23            | ▼ −2,57%           |
| Comoros    | 0,21                  | 0,22                  | 0,22                  | 0,22                  | 0,22                  | 0,22                  | 0,23                  | 0,22                  | 0,20                  | 0,23                  | 0,24                  | 0,22            | ▼ −8,12%           |

## Lista țărilor în funcție de suprafața cultivată cuSyzygium aromaticum
| Țară       | Suprafață recoltată (mii de hectare) | Suprafață recoltată (mii de hectare) | Suprafață recoltată (mii de hectare) | Suprafață recoltată (mii de hectare) | Suprafață recoltată (mii de hectare) | Suprafață recoltată (mii de hectare) | Suprafață recoltată (mii de hectare) | Suprafață recoltată (mii de hectare) | Suprafață recoltată (mii de hectare) | Suprafață recoltată (mii de hectare) | Suprafață recoltată (mii de hectare) | Medie 2014-2023 | Creștere 2014-2023 |
| Țară       | 2023                                 | 2022                                 | 2021                                 | 2020                                 | 2019                                 | 2018                                 | 2017                                 | 2016                                 | 2015                                 | 2014                                 | 2013                                 | Medie 2014-2023 | Creștere 2014-2023 |
|            |                                      |                                      |                                      |                                      |                                      |                                      |                                      |                                      |                                      |                                      |                                      |                 |                    |
| ---------- | ------------------------------------ | ------------------------------------ | ------------------------------------ | ------------------------------------ | ------------------------------------ | ------------------------------------ | ------------------------------------ | ------------------------------------ | ------------------------------------ | ------------------------------------ | ------------------------------------ | --------------- | ------------------ |
| GLOBAL     | 700,39                               | 699,65                               | 702,69                               | 697,40                               | 695,51                               | 695,75                               | 686,51                               | 669,26                               | 645,35                               | 614,61                               | 595,76                               | 657,50          | ▲ 13,96%           |
| Indonezia  | 572,81                               | 574,54                               | 578,74                               | 575,81                               | 573,87                               | 569,05                               | 559,57                               | 545,03                               | 535,69                               | 505,50                               | 501,40                               | 539,15          | ▲ 13,31%           |
| Madagascar | 74,31                                | 73,38                                | 73,90                                | 73,76                                | 72,69                                | 74,99                                | 80,41                                | 76,01                                | 71,30                                | 69,06                                | 57,57                                | 71,68           | ▲ 7,59%            |
| Comoros    | 35,81                                | 34,20                                | 32,39                                | 30,59                                | 31,40                                | 33,65                                | 27,73                                | 30,13                                | 20,00                                | 21,04                                | 19,39                                | 28,42           | ▲ 70,18%           |
| Tanzania   | 7,11                                 | 7,13                                 | 7,17                                 | 7,05                                 | 7,16                                 | 7,30                                 | 7,28                                 | 7,02                                 | 7,56                                 | 7,50                                 | 6,00                                 | 7,31            | ▼ −5,13%           |
| Sri Lanka  | 6,00                                 | 6,06                                 | 6,15                                 | 5,83                                 | 5,94                                 | 6,35                                 | 7,18                                 | 6,84                                 | 6,47                                 | 7,31                                 | 7,33                                 | 6,65            | ▼ −17,92%          |
| Kenya      | 2,19                                 | 2,19                                 | 2,19                                 | 2,19                                 | 2,26                                 | 2,24                                 | 2,18                                 | 2,10                                 | 2,18                                 | 2,12                                 | 2,00                                 | 2,16            | ▲ 3,69%            |
| China      | 1,07                                 | 1,07                                 | 1,07                                 | 1,07                                 | 1,08                                 | 1,06                                 | 1,07                                 | 1,03                                 | 1,06                                 | 1,03                                 | 1,00                                 | 1,05            | ▲ 3,88%            |
| Malaysia   | 0,99                                 | 0,99                                 | 0,99                                 | 0,99                                 | 1,01                                 | 1,00                                 | 1,00                                 | 0,99                                 | 0,98                                 | 0,96                                 | 0,96                                 | 0,97            | ▲ 3,03%            |
| Grenada    | 0,11                                 | 0,11                                 | 0,11                                 | 0,11                                 | 0,11                                 | 0,11                                 | 0,11                                 | 0,11                                 | 0,11                                 | 0,10                                 | 0,10                                 | 0,11            | ▲ 10,00%           |
| Mexic      | N/A                                  | N/A                                  | N/A                                  | N/A                                  | N/A                                  | N/A                                  | N/A                                  | N/A                                  | N/A                                  | N/A                                  | N/A                                  |                 |                    |
| Maroc      | N/A                                  | N/A                                  | N/A                                  | N/A                                  | N/A                                  | N/A                                  | N/A                                  | N/A                                  | N/A                                  | N/A                                  | N/A                                  |                 |                    |
| Seychelles | N/A                                  | N/A                                  | N/A                                  | N/A                                  | N/A                                  | N/A                                  | N/A                                  | N/A                                  | N/A                                  | N/A                                  | N/A                                  |                 |                    |
| Togo       | N/A                                  | N/A                                  | N/A                                  | N/A                                  | N/A                                  | N/A                                  | N/A                                  | N/A                                  | N/A                                  | N/A                                  | N/A                                  |                 |                    |